# Верховная рада Украины VII созыва
Верховная рада Украины 7 созыва (укр. Верховна Рада VII скликання) — однопалатный парламент Украины, избранный на выборах 28 октября 2012 года. В состав входили представители 5 политических партий по пропорциональной системе, а по мажоритарной системе представители ещё 4 партий и 44 самовыдвиженца. Работу 7-й созыв начал 12 декабря 2012 года. Срок полномочий 5 лет (до 2017 года). Досрочно был распущен Президентом Украины 25 августа 2014 года, окончание работы — 27 ноября 2014 года. Принимала участие в событиях 22 февраля 2014 года.

## Партии

Количество депутатов созыва по фракциям

На момент избрания распределение депутатов по партиям было следующим:
| _ | Партия                                                | Руководитель    | Кол-во депутатов | Доля голосов | Мажоритарные кандидаты |
| - | ----------------------------------------------------- | --------------- | ---------------- | ------------ | ---------------------- |
|   | «Партия регионов»                                     | Николай Азаров  | 187              | 30,00 %      | 115                    |
|   | ВО «Батькивщина»                                      | Арсений Яценюк  | 102              | 25,53 %      | 40                     |
|   | «УДАР (Украинский демократический альянс за реформы)» | Виталий Кличко  | 40               | 13,96 %      | 6                      |
|   | ВО «Свобода»                                          | Олег Тягнибок   | 38               | 10,44 %      | 13                     |
|   | «Коммунистическая партия Украины»                     | Пётр Симоненко  | 32               | 13,18 %      | 0                      |
|   | Единый Центр                                          | Виктор Балога   | 3                |              | 3                      |
|   | Народная партия                                       | Владимир Литвин | 2                |              | 2                      |
|   | Радикальная партия Олега Ляшко                        | Олег Ляшко      | 1                | 1,08 %       | 1                      |
|   | Союз                                                  | Лев Миримский   | 1                |              | 1                      |
|   | Самовыдвиженцы                                        |                 | 44               |              | 44                     |

## Фракции

### до 22 февраля 2014
После довыборов распределение депутатов стало следующим:
| _ | Фракция                                                              | Руководитель      | Кол-во депутатов | Доля голосов |
| - | -------------------------------------------------------------------- | ----------------- | ---------------- | ------------ |
|   | «Партия регионов»                                                    | Александр Ефремов | 208              | 46,6 %       |
|   | ВО «Батькивщина»                                                     | Арсений Яценюк    | 89               | 19,9 %       |
|   | «УДАР (Украинский демократический альянс за реформы) Виталия Кличко» | Виталий Кличко    | 42               | 9,4 %        |
|   | ВО «Свобода»                                                         | Олег Тягнибок     | 36               | 8,1 %        |
|   | «Коммунистическая партия Украины»                                    | Пётр Симоненко    | 32               | 7,2 %        |
|   | Внефракционные депутаты                                              | —                 | 43               | 9,6 %        |

### с 22 февраля 2014
После смены власти на Украине распределение депутатов стало следующим:
| _ | Фракция                                               | Руководитель                                              | Кол-во депутатов | Доля голосов |
| - | ----------------------------------------------------- | --------------------------------------------------------- | ---------------- | ------------ |
|   | ВО «Батькивщина»                                      | Сергей Соболев                                            | 86               | 19,3 %       |
|   | «Партия регионов»                                     | Александр Ефремов                                         | 78               | 17,5 %       |
|   | «УДАР (Украинский демократический альянс за реформы)» | Виталий Кличко                                            | 41               | 9,2 %        |
|   | «Экономическое развитие»                              | Анатолий Кинах                                            | 41               | 9,2 %        |
|   | ВО «Свобода»                                          | Олег Тягнибок                                             | 35               | 7,9 %        |
|   | «Суверенная европейская Украина»                      | Игорь Еремеев, Ярослав Москаленко, Александр Доний        | 35               | 7,9 %        |
|   | «За мир и стабильность»                               | Виталий Грушевский, Евгений Балицкий, Александр Присяжнюк | 34               | 7,6 %        |
|   | Внефракционные депутаты                               | —                                                         | 95               | 21,3 %       |

## Подготовительная депутатская группа
Председатель подготовительной депутатской группы — Владимир Литвин (квота списка Партии регионов).
Временный президиум — Симоненко (КПУ) , Ефремов (Партия регионов) , Кошулинский (ВО "Свобода") , Ковальчук (УДАР) , Кожемякин(Батькивщина).
На заседании ПДГ решался вопрос о существовании фракции КПУ, так как КПУ не имеет мажоритарных депутатов.
Также решался вопрос о распределении депутатских мест в зале Верховной рады.
Депутат Дубневич заявил, что его подпись которой он делегирует Калетника в состав ПДГ сфальсифицирована.
На заседании ПДГ было предложено избрать руководство Верховной Рады и премьера 12 декабря.

## Начало работы
Работу новоизбранный парламент начал с массовых драк и блокирования президиума. Когда отец и сын Табаловы отказались вступать во фракцию «Батькивщины» их назвали предателями и избили. Оппозиция не давала избрать спикера Верховной Рады и нового Премьер-министра. На второй день председателем Верховной рады был избран Владимир Рыбак (Партия регионов), Первым вице-спикером был избран Игорь Калетник (КПУ), вице-спикером — Руслан Кошулинский (ВО «Свобода»).

## Блокирование пленарных заседаний Верховной рады оппозиционерами
5 февраля 2013 года оппозиционная фракция «УДАР» заблокировала Верховную Раду с требованиями включить сенсорную кнопку системы «РАДА III», которая делает невозможным голосование депутатов чужими карточками. Оппозиционеры дежурили днём и ночью, и не пускали депутатов Партии Регионов. Позже к ним присоединились «Свобода» и «Батькивщина», а также некоторые внефракционные депутаты.
22 февраля оппозиция разблокировала Раду, добившись контроля за голосованием депутатов и механизма блокировки карточек депутатов, которые отсутствуют.
5 марта оппозиция вновь заблокировала Раду, дабы «не допустить незаконного лишения депутатского мандата оппозиционера Власенко».
В связи со срывом подписания соглашения об ассоциации Украины и Европейского союза и последовавшими за этим событиями пленарные заседания Верховной рады блокировались с 3 по 19 декабря 2013 года. (Начиная с неудавшейся попытки принятия резолюции недоверия правительству и до принятия амнистии для участников акций протеста).

## Изменения в составе Верховной Рады
Ранее большинство в Верховной Раде составляла Партии регионов. После начала массовых протестов в Киеве и других городах страны Партию регионов начали покидать депутаты и чиновники различного уровня. Из парламентской фракции «регионалов» вышли более 70 депутатов. 22 февраля 2014 года в отставку подали спикер Верховной Рады Владимир Рыбак и первый вице-спикер Игорь Калетник. Новым спикером избран Александр Турчинов. 24 февраля глава фракции Александр Ефремов объявил, что она переходит в оппозицию. 25 февраля об этом же объявила фракция Компартии Украины.
25 февраля 2014 года в Верховной Раде сформирована депутатская группа «Экономическое развитие» во главе с Анатолием Кинахом. В её состав вошло 33 депутата.
27 февраля 2014 года спикер Верховной Рады Александр Турчинов объявил о создании нового парламентского большинства: «В соответствии со статьей 83 Конституции Украины официально оглашаю, что 27 февраля была сформирована и зарегистрирована коалиция „Европейский выбор“». На 27 февраля в коалицию вошло 250 депутатов: члены фракции «Батькивщина», УДАР, «Свобода» и двух депутатских групп — «Суверенная европейская Украина» и «Экономическое развитие». Вскоре коалиция утвердила новый состав правительства
Географически одномандатники от «Суверенной европейской Украины» представлены большинством депутатов в западных и северных областях, а депутаты от «Экономического развития» представлены большинством в южных и центральных (не учитывая внефракционных).
14 мая 2014 года было сформировано межфракционное объединение «За мир и стабильность», в которое вошло 15 депутатов, председателем был назначен Виталий Грушевский.
16 июля 2014 создана группа «За мир и стабильность», в которую вошли бывшие депутаты КПУ, мажоритарии из Крыма, часть членов ПР.
22 июля 2014 года были внесены изменения в регламент Верховной Рады, позволившие через два дня распустить фракцию КПУ. В этот же день, 24 июля, распалась коалиция «Европейский выбор».
25 августа 2014 года Президент Украины Пётр Порошенко досрочно распустил Верховную Раду, но по Конституции Рада продолжала работу до начала работы нового парламента 27 ноября, проведя последнее пленарное заседание 20 октября 2014 года.